# 香曲乡
香曲乡，是中华人民共和国西藏自治区那曲市比如县下辖的一个乡镇级行政单位。

## 行政区划
香曲乡下辖以下地区：
丁嘎村、日兴村、达加村、贡许村、亚扎村、色雄村、培巴村、亚东村、帕勒村、央巴村、贺塔村、热宗村、玛热村、纳热村、仲耐村、吉瓦村、嘎当村、旺耐村、努玛村、色孔村和邦切村。